# Клайн-Фишерхорн
Клайн-Фишерхо́рн (нем. Klein Fiescherhorn, или Малый Фишерхорн) или Окс (нем. Ochs) — гора в Бернских Альпах, на границе кантонов Берн и Вале, Швейцария. Её высота — 3 900 метров над уровнем моря (по другим данным — 3 895 м).
Клайн-Фишерхорн расположен восточнее Гросс-Фишерхорна. Его восточная стена возвышается на 1 300 метров над долиной, а восточная стена формирует левую часть стены Фишерванд.

## Альпинизм
Первое восхождение на Клайн-Фишерхорн было совершено 28 июля 1864 года, Э. фон Фелленбергом (нем. E. von Fellenberg), П. Инэбнитом (нем. P. Inäbnit), П. Кауфманом (нем. P. Kaufmann) и У. Кауфманом (нем. U. Kaufmann).
На Клайн-Фишерхорн часто восходят по его короткому юго-западному гребню, в комбинации с Гросс-Фишерхорном и Хинтер-Фишерхорном.